# 朱賢 (嘉靖進士)
朱賢（1523年—？），字進甫，號汲泉，直隸應天府江浦縣人，軍籍，明朝政治人物。

## 生平
嘉靖二十五年（1546年）丙午科應天鄉試第六十四名舉人，三十二年（1553年）中式癸丑科會試第一百八十四名，三甲第五十六名進士。吏部觀政，授永新縣知縣，升監察御史。

## 家族
曾祖朱清；祖父朱鸞；父朱麒，母于氏。兄朱臣，弟朱卿。